# Blue Demon Jr.
Blue Demon Jr. (Ciudad de México, 19 de julio de 1966) es un luchador profesional mexicano. Es el hijo adoptivo del famoso luchador y actor conocido como Blue Demon. Actualmente trabaja para la AAA.
Entre los logros de Blue Demon Jr. destaca haber sido una vez campeón mundial al haber logrado una vez el Campeonato Mundial Peso Pesado de la NWA, también fue una vez Campeón Latinoamericano de AAA.

## Carrera
Surgió bajo la tutela de Blue Demon. 
Fue alumno de la Academias Militar México donde fue el comandante alumno y además abanderado de dicha Academia militar. Toma el propedéutico en el colegio militar y termina en la fuerza aérea mexicana donde poco falto para graduarse y se integra a la UAEM Universidad Autónoma del Estado de México donde termina su carrera de Lic. en Ciencias de la Comunicación.

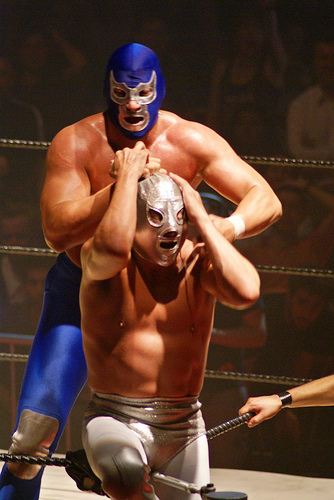
Blue Demon luchando contra El Hijo del Santo.

Entre sus títulos ganados están el Campeonato Mundial Peso Wélter de la WWA, así como el Nacional Peso Crucero, el Campeonato Mundial Peso Semicompleto de la WWA, el Campeonato Mundial Jr., Peso Completo de la WWA entre otros. También ganó el Campeonato Mundial Peso Pesado de la NWA.

## En lucha
- Movimientos finales
  - El Pulpo / La Estaca Mortal (Inverted Sharpshooter seguido de un Abdominal Stretch)
  - Three-quarter facelock jawbreaker
  - Suicide dive
  - Tope Ciego: Corre hacia las cuerdas saliendo del ring y salta girando hacia el rival pegando en el pecho dejándolo muy adolorido y sin aire.
  - Bridging full nelson suplex
  - La Alejandrina
- Movimientos personales
  - Diving Crossbody
  - One Hand Bulldog

- Apodos
  - "El Hijo de la Leyenda Azul"

## Campeonatos y logros
- Asistencia Asesoría y Administración
  - Campeonato Latinoamericano de la AAA (1 vez)

- Pro Wrestling Revolution

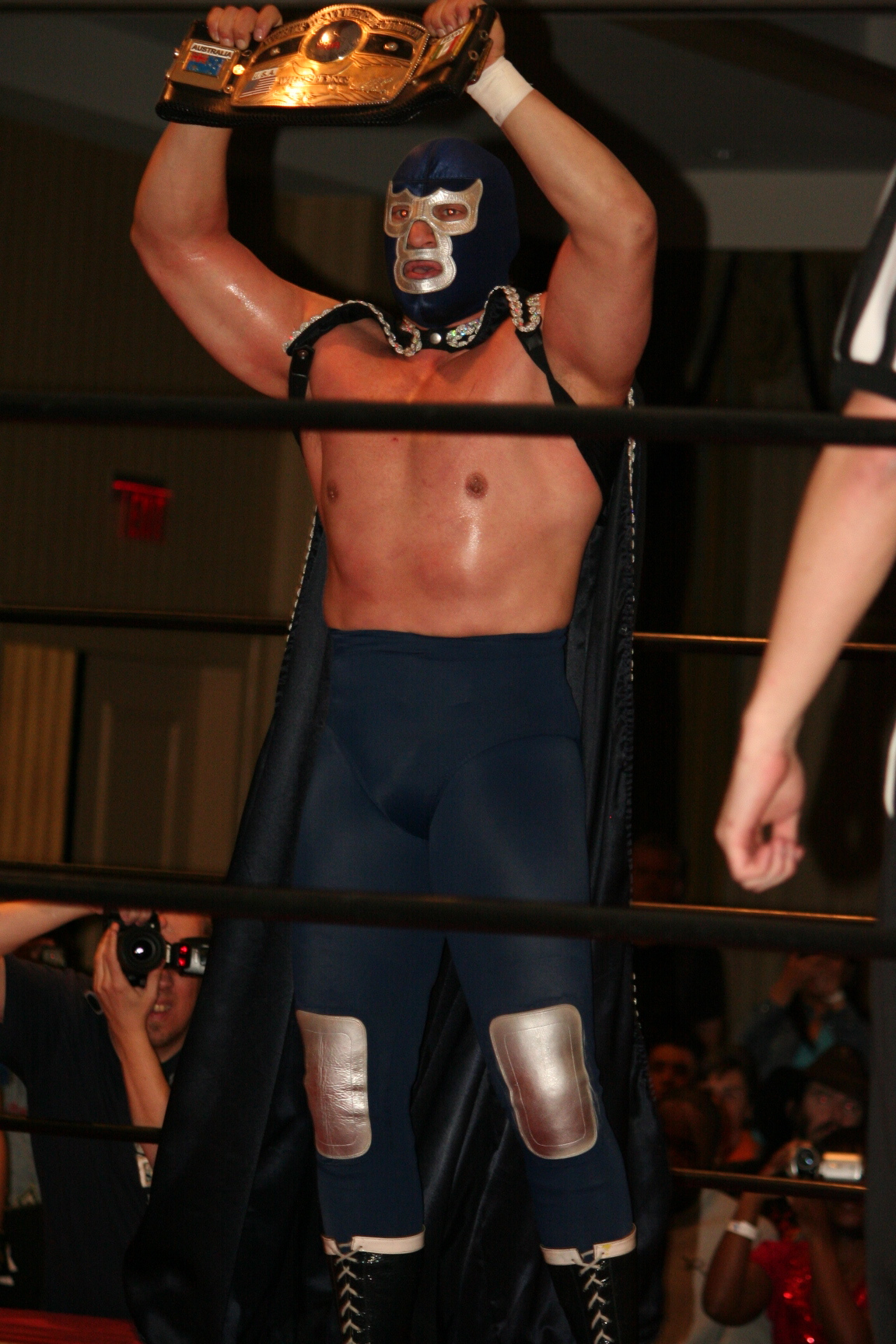
Demon como Campeonato Mundial de Peso Completo de la NWA.

  - Campeonato Mundial de Peso Completo de la PWR (1 vez)
- Comisión de Box y Lucha Libre de México, D.F.
  - Campeonato Nacional Atómico (1 vez) - con La Parka, Hijo del Perro Aguayo y Máscara Sagrada, Jr.[2]
  - Campeonato Nacional de Peso Crucero (1 vez)[3]
- International Wrestling All Stars
  - Campeonato Mundial de Peso Semicompleto de la IWAS (1 vez)[4]
- National Wrestling Alliance
  - NWA World Heavyweight Championship (1 vez)[5]
- Universal Wrestling Association
  - Campeonato Mundial de Peso Completo Jr. de la UWA (1 vez)[6]
- World Wrestling Association
  - Campeonato Mundial de Peso Semicompleto WWA (1 vez)[7]
  - Campeonato Mundial de Peso Medio WWA (1 vez)[8]
  - Campeonato Mundial de Peso Wélter WWA (1 vez)[9]
- World of Wrestling
  - Campeonato de Peso Completo de la WOW (1 vez, actual)[10]
- Pro Wrestling Illustrated
  - Situado en el N.º22 en los PWI 500 de 2009
  - Situado en el N.º65 en los PWI 500 de 2010
  - Situado en el N.º128 en los PWI 500 de 2011
  - Situado en el N.º158 en los PWI 500 de 2012
  - Situado en el N.º108 en los PWI 500 de 2013
  - Situado en el N.º155 en los PWI 500 de 2014
  - Situado en el N.º146 en los PWI 500 de 2015[11]
  - Situado en el N.º331 en los PWI 500 de 2016[12]
  - Situado en el N.º357 en los PWI 500 de 2017[13]
  - Situado en el N.º315 en los PWI 500 de 2018[14]
  - Situado en el Nº298 en los PWI 500 de 2019[15]

En AAA ganó la cabellera de Dr. Wagner Jr. en el evento más importante de la empresa, llamado “Triplemanía” XXVII.